# Predmeja
Predmeja é uma vila localizada no município de Ajdovščina na Eslovênia. Possuía uma população estimada de 368 habitantes em 2020.